# 氣候變化對生態環境的影響

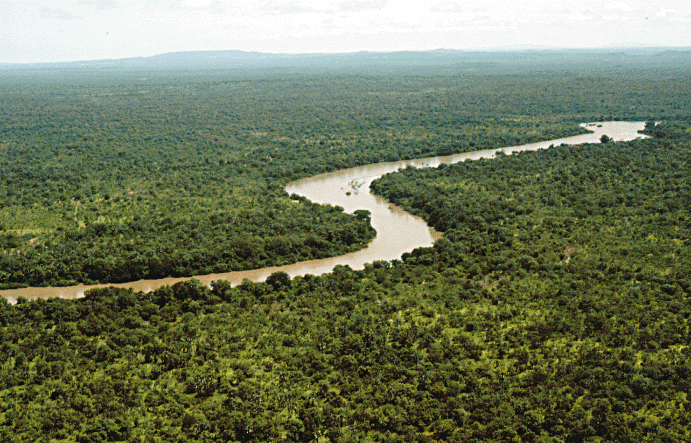
位於塞內加爾尼奧科羅-科巴國家公園內甘比亞河的雨林生態系統，其中有豐富的生物多樣性。

氣候變化對生態系統的影響（英語：Effects of climate change on ecosystems）包含有對陸地生態系統和海洋生態系統的（如對凍原、紅樹林、珊瑚礁和洞穴等），其中多數是負面的。全球氣溫升高、極端天氣事件更為頻繁以及海平面上升，是不利影響中最為嚴重的案例。
氣候變化影響造成的後果包括有動植物被迫朝較涼爽的兩極方向，或是更高的山區移動、物種數量減少、退化與滅絕（已長期生長於北極（如北極熊）與南極（如企鵝）的物種受到類似的威脅，生物多樣性受到影響）、生態系統內的變化（包括生物行為改變、相互作用物種之間的生態夥伴關係遭到破壞及物種進行適應性演化）、入侵物種藉機盛行、森林從具有碳匯的功能轉換成一種碳源，及海洋酸化、水循環受破壞以及自然災害頻仍發生。氣候變化引起的人類與野生動物的衝突有可能進一步減少及滅絕物種，而把生態系統重塑。氣候變化驅動的這類變化會威脅到社會生態系統。
尤須注意的是人類活動導致的氣候變化對生態系統造成的負面影響，生態系統服務遭到破壞，隨之的是人類的生計難以為繼，這種現象對重度依賴自然資源及以農業為生的社區（例如在非洲）以及各地原住民，情況甚為明顯。

## 通論

於2021年發布的IPCC第六次評估報告的第一工作組報告中預測，因全球升溫持續，極端天氣事件的頻率（橫軸）與強度（縱軸）會大幅增長。

陸地生態區域正受氣候變化的影響。全球氣溫升高迫使一些物種遷離其既有棲息地（參見氣候引發的滅絕風險）。全球變暖的其他影響包括降雪減少、海平面上升、臭氧層消耗和天氣變化，人類活動和生態系統均受影響。
在2007年聯合國IPCC第四次評估報告中，專家羅森茨威格等人（Rosenzweig et al.）發表氣候變化對生態系統影響的文獻，得到的結論是人類在過去三十年中所引起的全球變暖，可能（likely）對許多物理和生物系統產生可識別出的影響（第81頁）。專家施耐德等人（Schneider et al.) 得到結論（高置信度），區域溫度趨勢已影響到世界各地的物種和生態系統（第792頁）。專家們的結論還包括氣候變化會導致許多物種滅絕，並把不同類型生態系統中的生物多樣性降低（第792頁）。
- 陸地生態系統與生物多樣性：如果相對於2010年的水平而氣溫上升達到4-5°C，全球陸地植被可能就成為碳的淨來源（施耐德等人，第792頁）。施耐德等人的結論是到2100 年，如全球平均氣溫上升約4°C（與2010-2015年期間的比較）將會導致世界各地物種的重大滅絕（高置信度，第788頁）。
- 海洋生態系統與生物多樣性：科學家得到結論，如果相對2010年的水平而氣溫上升達到2-3°C，會導致全球珊瑚礁大規模死亡（高置信度）。此外，一些涉及浮游生物和電腦建模的研究顯示，溫度在海洋微生物食物網中具有超越性的作用，因此會對海洋浮游生物中遠洋帶生態系統及中層帶生物系統的生物泵產生深遠的影響。[12][13][14]
- 淡水生態系統：科學家得到結論，如果相對2010年的水平而發生溫度升高約4°C以上，許多淡水物種將會滅絕，或是嚴重瀕臨滅絕（高置信度）。

## 生物多樣性

### 滅絕
英國約克大學 (英國)的科學家研究過去5.2億年來地球氣候與物種滅絕之間的關係後寫道：“未來幾個世紀的全球氣溫變化有引發新的‘大規模滅絕事件’的可能，全球超過50%的動植物物種將會滅絕。”。”
面臨風險的物種中許多是位於北極和南極的動物群，例如北極熊和皇帝企鵝。位於北極哈德遜灣水域的無冰的時間比三十年前多出三週，這對習慣於在海冰上捕獵的北極熊造成影響。已適應寒冷天氣條件的鳥類，如海東清和捕食旅鼠的雪鴞會受到負面影響。海洋無脊椎動物會在已適應的溫度下達到生長高峰，而在高緯度和高海拔地區生存的變溫動物通常生長得更快（以應對較短的生長季節）。這類動物會增加覓食，但較高的溫度會導致代謝加快，結果是體型變小，被捕食的風險會隨之增加。對發育期間的鱒魚而言，即使溫度略有上升也會損害其生長效率和存活率。
在機制方面的研究已有近期氣候變化所導致的物種滅絕紀錄：研究人員McLaughlin等人於2002年記錄下兩個舊金山灣方格斑蝴蝶種群受到降水變化的威脅。研究人員Parmesan於2006年指出，“很少有涵蓋整個物種的研究”，McLaughlin等人也表示“很少有將滅絕與最近的氣候變化聯繫起來的機制作研究”。但研究人員如丹尼爾·博特金 (Daniel Botkin) 等在一項研究報告中表示有關滅絕率的預測遭到高估。有關“最近”滅絕的討論，參見全新世滅絕事件。
許多淡水和鹹水植物和動物物種都依賴冰河融化供水，來維持它們已適應的冷水棲息地。某些淡水魚須在冰水或冷水中才能生存和繁殖，鮭魚和割喉鱒尤其如此。冰河徑流減少會導致溪河流量不足，無法讓這些物種繁衍生息。海洋磷蝦是關鍵物種，適於冰冷水中生存，是藍鯨等水生哺乳動物的主要食物來源。由於冰河加速融化導致淡水輸入海洋數量增加，以及世界海洋溫鹽環流的可能變化，也會對人類賴以生存的漁業造成影響。

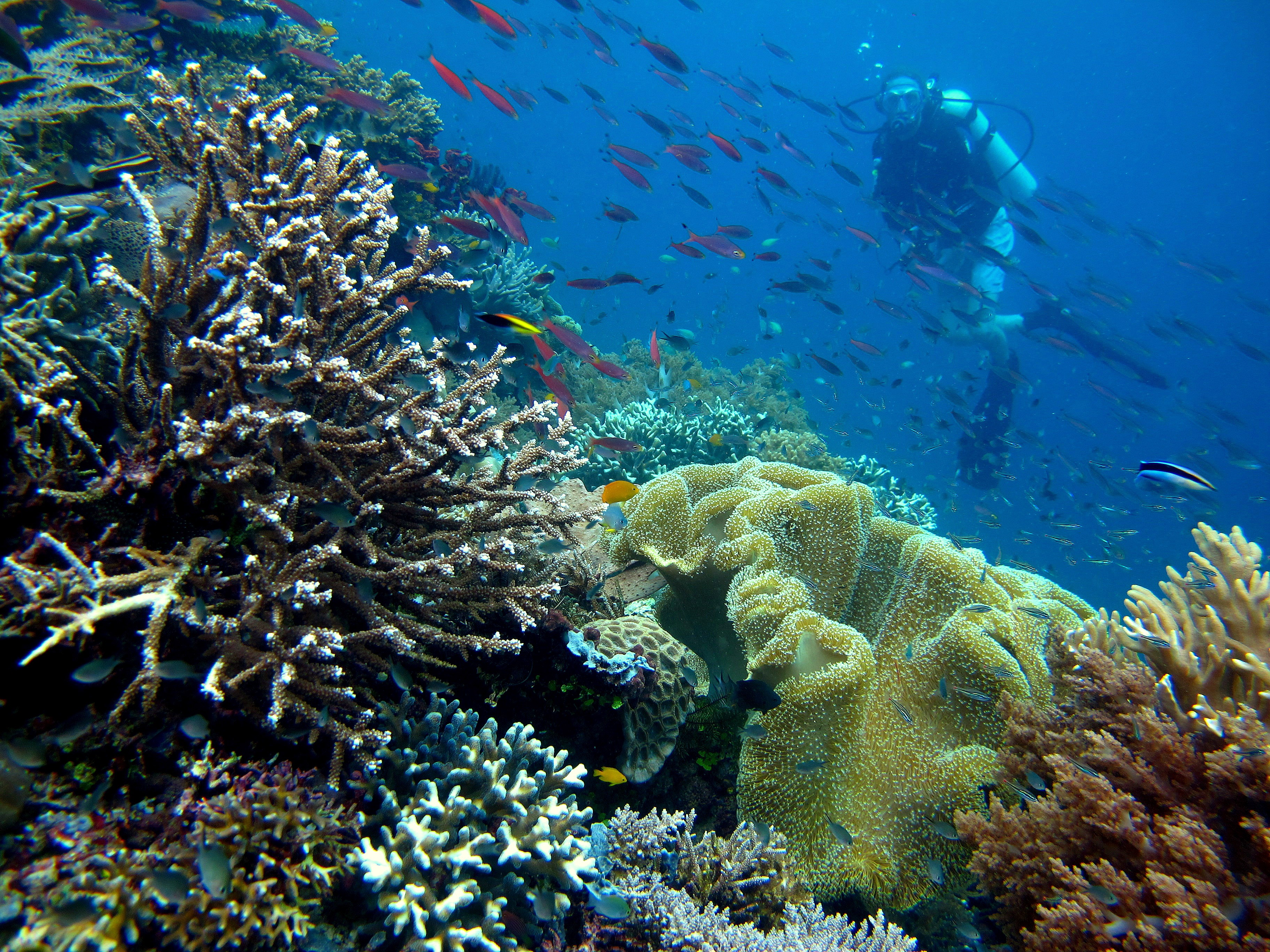
圖中的珊瑚礁與魚類生態系統會因人類不停止產生碳足跡而有滅絕的可能。

跟據2008年的報導，白色狐猴負鼠是首個已知因氣候變化而滅絕的哺乳動物物種。但這些報導是源於誤解。昆士蘭州北部山區森林中的負鼠種群受到氣候變化的嚴重威脅（因為它們無法在超過30°C（86°F）的高溫下生存）。但在以南100公里處的另一種群則仍處於健康良好狀態。 而根據報導，生活在大堡礁島嶼上的囓齒動物珊瑚裸尾鼠是首個因海平面上升而滅絕的哺乳動物，澳大利亞政府於2019年正式確認其已滅絕。另一種澳大利亞物種 - 刺巢鼠可能是下一個滅絕的候選者。同樣的，於2019年—2020年澳洲叢林大火期間，導致袋鼠島沙袋鷸幾乎完全滅絕，因為每500隻中能存活的只有一隻。
於2014年所發表一篇對世界上最大的麥哲倫環企鵝群體進行為期27年的研究報告敘述，氣候變化引起的極端天氣事件平均每年導致7%的企鵝幼崽死亡，並且在某些年份中導致企鵝幼崽的死亡高達50%。從1987年起，這個群體中有繁殖能力的雌雄對數已減少24%。
此外，氣候變化可能經由行為和物候的變化或氣候生態棲位的不匹配，把相互作用物種之間的生態夥伴關係破壞。物種間關聯受到破壞是受氣候驅動的每個物種朝相反方向移動的後果。因此氣候變化有導致另一次滅絕的可能，這種滅絕更為悄無聲息，而且大多數受到忽視：物種相互作用的滅絕。由於物種之間關聯的空間脫鉤，生物相互作用產生的生態系統服務也面臨氣候生態棲位不匹配的風險。雖然氣候變化導致生態系統發生突然改變的可能性較大，它也會加劇全球人類與野生動物間的衝突。這種衝突被定義為人類與野生動物之間的相互作用，對其中一方或雙方間會產生有害影響。氣候變化引起的人類與野生動物的衝突有可能進一步減少及滅絕物種，而把生態系統重塑。氣候變化驅動的這類變化會威脅到社會生態系統。

### 行為改變
氣溫上升已開始對鳥類和蝴蝶產生明顯的影響，在歐洲和北美洲的10個不同地區，近160種蝴蝶已將活動範圍向北移動200公里。但較大動物的遷徙範圍會受到人類的限制。春季蝴蝶在英國的出現時間比二十年前平均提前6天。
《自然》雜誌於2002年刊出一篇對科學文獻做調查的文章，發現植物和動物物種的分佈範圍或季節性行為有新的變化。在最近發生變化的，有五分之四的物種將活動範圍朝兩極方向或是更高的海拔，成為“難民物種”。平均每10年，青蛙繁殖、花朵綻放和鳥類遷徙平均會提前2.3天，蝴蝶、鳥類和植物每10年朝兩極方向移動6.1公里。在2005年發表的一項研究，其結論為人類活動是導致氣溫上升，及因此導致物種行為變化的原因，並將這些影響與電腦氣候模型的預測作聯繫，以提供驗證。科學家們觀察到植物南極毛草正在其以前生長受限制的南極洲地區開始成長。
氣候變化正在導致白靴兔等北極動物的雪地偽裝與周遭日漸無雪的景觀無法匹配。
研究人員Parmesan和Yohe在《地球未來》雜誌上發表的2021年研究中報告中指出，氣候變化對生態系統的影響變得日益明顯，許多物種由於氣溫上升而將其活動範圍向兩極方向或更高海拔地區轉移。

### 入侵物種
本節摘自氣候變化與入侵物種。

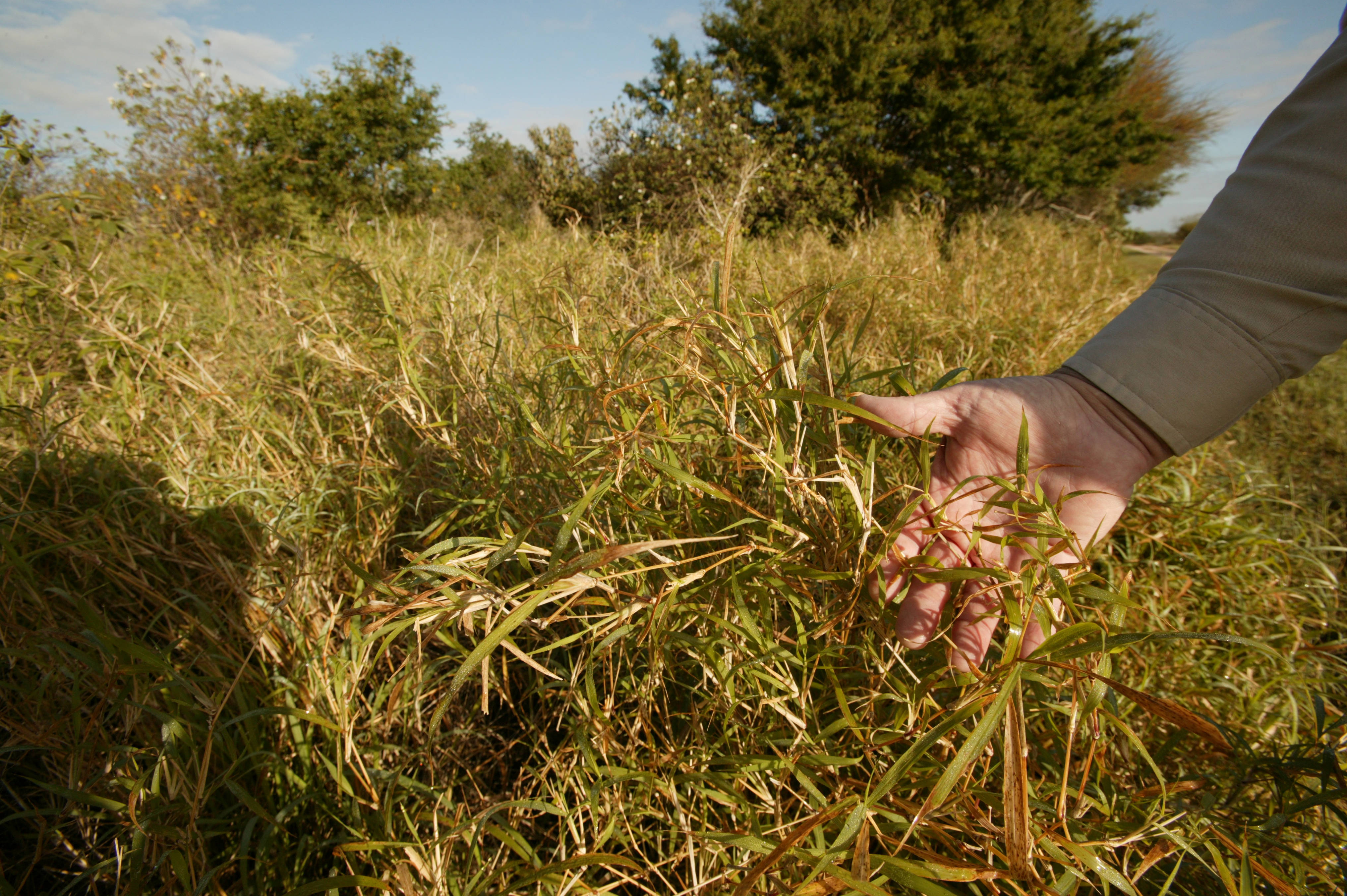
水牛草（學名：Cenchrus ciliaris）是各地常可見到的入侵物種，具有抑制本土草類生長的作用。

氣候變化與入侵物種指的是氣候變化導致環境不穩定的過程，這種環境變化促進入侵物種（某個地區在史上未曾有過的物種）的傳播，且經常會對當地的物種帶來負面影響。
人為造成的氣候變化和入侵物種的增長與生態系統的變化直接相關。這些生態系統受去穩定性的影響，會為入侵物種創造更適宜的棲息環境，而讓它們能夠在原棲息地之外生長茁壯。美國農業部也認為氣候變化與入侵物種是全球生物多樣性喪失的四大原因中的兩個。
有多種方法可控制入侵物種進犯。社區可透過預防、早期發現、氣候預測和基因控制來降低入侵物種和氣候變化的風險。

## 森林與氣候變化

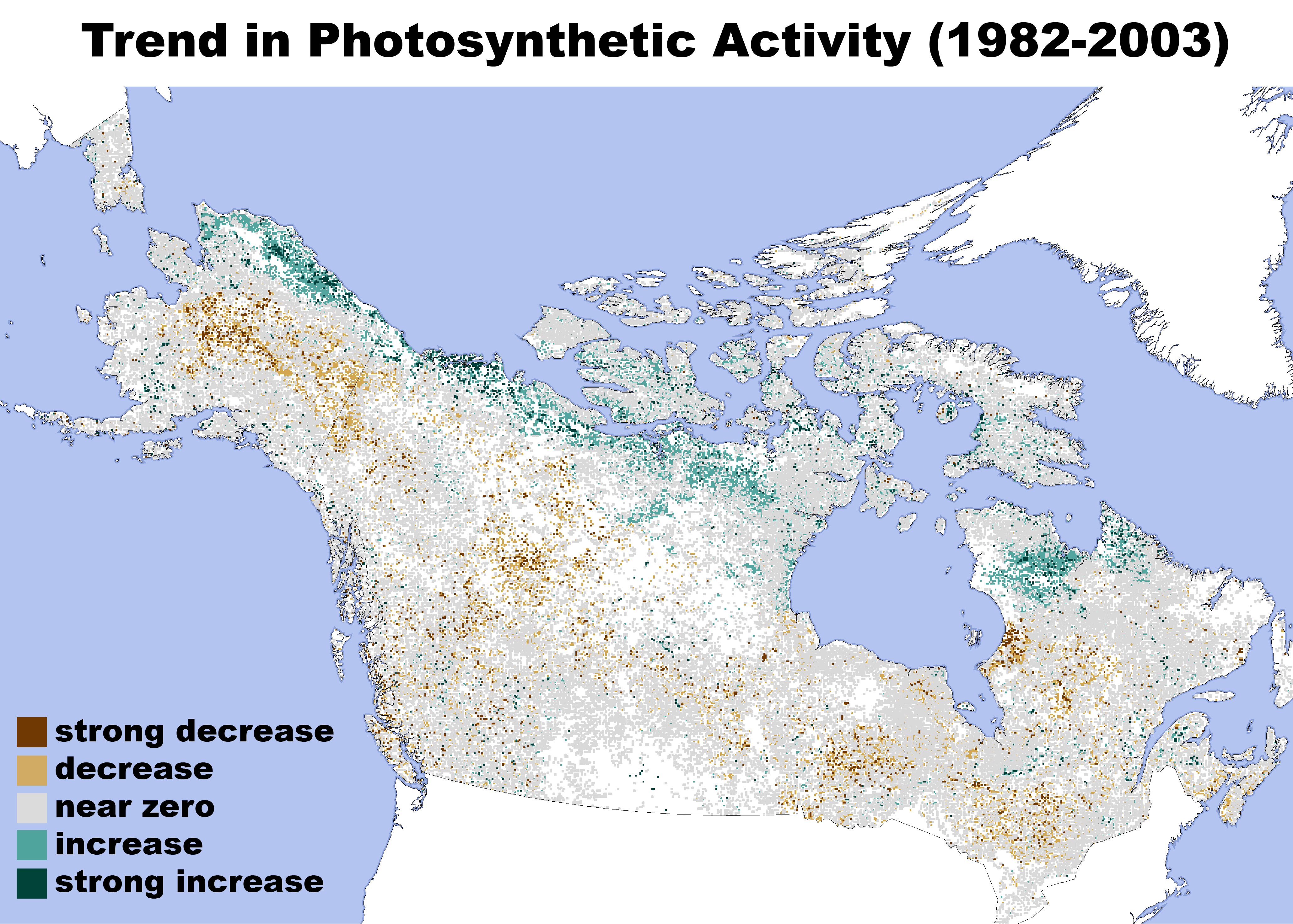
北方森林於1982-2003年的光和作用變化圖（資料來源:NASA地球觀測網站）。

由於森林是種碳匯（或稱碳庫），而森林中枯死的樹木成為主要的碳源，大面積的森林消失對全球變暖有氣候變化反饋作用。僅加拿大英屬哥倫比亞省的松林受山松甲蟲侵擾，造成樹木枯死後所產生碳排放量就接近加拿大平均每年森林火災的排放量，或該國交通來源累積五年的排放量。
研究顯示在較高的二氧化碳濃度下，生長緩慢的樹木只能在短時間內受到刺激生長（參見二氧化碳施肥），而像生長較快的木質藤本植物類則可長期受益。一般而言，這表示尤其是在雨林中，藤本植物會成為普遍的物種，但其死後的分解速度比樹木快得多，所含碳量會更快返回大氣。生長緩慢的樹木可持續吸收大氣中的二氧化碳，長達數十年。

### 野火
由於氣候變暖，無論是健康或是不健康的森林似乎都面臨更大的森林火災（野火）風險。於北美洲的北方針葉林，經歷幾十年，按十年平均的燒毀面積約為10,000平方公里/年（250萬英畝/年），而自1970年起開始穩步增長，燒毀面積超過28,000平方公里/年（700萬英畝/年）。.這一變化可能部分歸因於森林管理做法的變化。而自1986年以來在美國西部，由更長、更熱的夏季導致重大野火事件增加四倍，燒毀森林的面積增加六倍。（與1970年至1986年期間相比）。據報導，加拿大於1920年至1999年期間野火事件也有類似的增加。
印尼的森林火災自1997年以來也急劇增加。這些火災通常是為清理森林改作農業用途所引發。當地的大型酸性泥炭沼澤也被引燃，估計這些泥炭沼澤火災平均每年釋放的二氧化碳量相當於全球燃燒化石燃料所產生二氧化碳量的15%。
在2018年所做的一項研究發現由於大氣中二氧化碳水平增加，樹木生可長得更快，但自1900年以來，樹木的重量也減輕8%至12%（由於密度降低）。報告撰寫者指出，“雖然今日所生產的木材數量更大，但所包含的物質比幾十年前要少。”
北極地區對於氣候變化特別敏感，而且比大多數地區變暖更快。燃燒後的煙霧顆粒落在雪和冰上，改變原來會反射陽光的性質，轉而吸收，而將變暖作用加速。發生在北極的野火還增加永久凍土融化的風險，而釋放出甲烷（一種強效溫室氣體）。改進預測方式對於解決此一問題非常重要。世界氣象組織（WMO）為此創建一植被火災和煙霧污染預警和諮詢系統（Vegetation Fire and Smoke Pollution Warning and Advisory System），用於預測全球火災及相關影響和危害。 WMO全球大氣監測計劃（Global Atmosphere Watch Programme）已發布一有關該問題的短片。

### 森林入侵物種
入侵物種指的是非生態系統中原生的，而且會對系統產生不利影響的任何生物體。.這些負面影響包括導致本土植物或動物滅絕、生物多樣性破壞和棲息地永久性改變。 
英屬哥倫比亞省的松林遭到山松甲蟲侵擾，自1998年起破壞開始擴大，至少部分原因是那時並無嚴冬，原本極度寒冷只需幾天即可將大部分甲蟲凍死，這是過去自然遏制疫情的模式。這次侵擾（截至2008年11月）已將該省約一半的扭葉松（3,300萬英畝或135,000平方公里）殺死，災情規模遠較以往任何記錄中的爆發都要巨大。受侵擾松樹有空前死亡率的原因之一可能是由於這些甲蟲在扭葉松上的繁殖成功率較高，而當時發生侵擾大部分地區的松樹從未經歷過頻繁的甲蟲侵害。在2007年經異常強風吹襲，甲蟲向東越過美洲大陸分水嶺，蔓延至艾伯塔省。 美國的科羅拉多州、懷俄明州和蒙大拿州也開始流行，但疫情較輕。美國國家森林局預測在2011年至2013年之間，科羅拉多州幾乎所有500萬英畝（20,000平方公里）內直徑超過5英寸（127毫米）的扭葉松都將消失。

### 北方針葉林
氣候變化對北方森林產生超比例的影響，當地變暖的速度快於全球的平均水平。導致森林氣候更加乾燥，而產生一系列後續問題。氣候變化直接影響到北方森林的生產力以及健康，還有再生能力。由於氣候迅速變化，樹木會向更高緯度（往北）和更高海拔遷移，但某些物種的遷移速度不夠快，無法來得及遷入適合棲息地。此外，森林南端的樹木會開始出現生長下降。在火災和乾旱多發地區生長的樹種會由針葉樹轉為楊屬。

#### 輔助遷移
所謂輔助遷移指的是刻意把植物或動物轉移到不同棲息地的行為，作為應對氣候變化的解決方案。對於那些可能較難遷移、世代時間較長或種群數量較少的物種，這種輔助管理及人類干預將有助於讓其在快速變化的氣候中存活。
對北美洲森林做輔助遷徙已在科學界討論和爭執幾十年。歷史上許多物種經遷徙，而能在氣候變化中倖存。研究人員認為任其自然遷徙會速度太慢，無法趕過現代氣候變化。 在2000年代末和2010年代初，加拿大阿爾伯塔省和英屬哥倫比亞省最終採取行動，且修改樹木播種指南，把最佳森林生長範圍北移列入考慮。英屬哥倫比亞省甚至同意讓西部落葉松這一物種向北遷移1,000公里。

### 山松甲蟲和森林火災

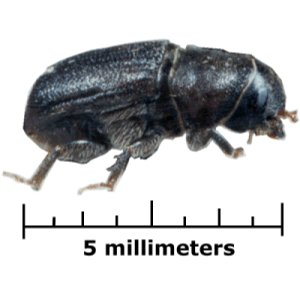
山松甲蟲的成蟲。

全球發生的氣候變化和相關的天氣模式變化對生物學、種群生態學和山松甲蟲 (MPB) 等種群數目爆發性生長有直接影響。這是因為溫度是決定昆蟲發育和種群成功的因素。山松甲蟲是原產於北美西部的物種。在氣候和溫度變化之前，山松甲蟲主要生活在低海拔地區，並侵犯當地的扭葉松和西黃松，因為當時海拔較高的洛磯山脈和喀斯開山脈地區太冷，它們在那兒無法生存。在低海拔地區正常的季節性冰凍天氣條件下，山松甲蟲所棲息的森林生態系統經由樹木防禦機制、甲蟲防禦機制和冰凍溫度等因素維持平衡。這是宿主（森林）、生物媒介（甲蟲）和環境（天氣和溫度）之間的簡單關係。 但隨著氣候變化導致山區變得更加溫暖和乾燥，山松甲蟲更有能力侵擾和破壞森林生態系統，例如在洛磯山脈的白皮松林。這片森林對森林生態系統非常重要，有“洛磯山脈屋頂”之稱。氣候變化導致有害的山松甲蟲大流行，使它們有能力蔓延到遠離其原生棲息地，而造成生態系統變化、森林火災、洪水和對人類健康的危害。
這些高海拔地區的白皮松生態系統發具有許多重要作用，為動植物的生存提供支持。 它們為灰熊和松鼠提供食物，也為加拿大馬鹿和鹿科提供庇護所和繁殖地、將水輸送到乾燥的山麓和平原來保護分水嶺、充當水庫把存留在樹蔭下方的融雪中配送，並創造新的土壤，供其他樹木和植物生長。如果這些松樹沒了，當地動物就沒有足夠的食物、水或棲息處，生殖週期以及生活品質均會受到影響。在以往的情況下，山松甲蟲無法在洛磯山脈的寒冷氣溫和高海拔條件下生存。但氣溫升高後，當地的冬季氣溫不足以凍結和殺死甲蟲，松甲蟲得以進駐，並對森林發動攻擊。溫度升高還讓山松甲蟲的生命週期延長1倍：目前松甲蟲的發育只需一年，而非兩年。由於洛磯山脈中的森林尚未適應應對山松甲蟲的侵擾，樹木缺乏對抗甲蟲的防禦措施。溫暖天氣模式、乾旱和甲蟲防禦機制混合，讓松樹的樹液變乾，樹液是松樹抵抗甲蟲的主要防禦機制，可淹沒甲蟲及蟲卵。甲蟲得以更易侵擾並向樹中釋放化學物質，引誘其他甲蟲來抑制松樹的脆弱防禦系統。結果是宿主（森林）變得更易受到致病因子（甲蟲）的影響。
洛磯山脈的白皮松森林並非唯一受到山松甲蟲影響的森林。由於溫度變化和風型，甲蟲現已穿過這座美洲大陸分水嶺，往東入侵被稱為“地球之肺”的阿爾伯塔省內脆弱的北方針葉林。這些森林具有吸收大氣中二氧化碳，並產生氧氣的重要功能。但因樹木受感染和死亡，導致二氧化碳再度釋放進入環境，進一步加劇氣候變暖。生態系統及人類依賴環境提供氧氣，這種對北方森林的威脅給全球和人類健康帶來嚴重後果。在受甲蟲蹂躪的森林裡，枯死的樹木很容易被閃電擊中而著火。森林火災對環境、人類健康和經濟均構成威脅。對空氣品質和植被有害，燃燒時會釋放有毒和致癌化合物。由於人類造成的森林砍伐和氣候變化，加上山松甲蟲大流行，森林生態系統的強度下降。感染和由此產生的疾病會間接，但嚴重影響到人類的健康。隨著乾旱和氣溫持續升高，毀滅性森林火災、蟲害、森林枯死、酸雨、棲息地破壞、動物受危害和飲用水安全遭威脅的頻率也在增加。

## 山地棲息地
山脈約佔地球表面的25%，全球有十分之一以上的人口居住於此。氣候變化對山區棲息地構成許多風險。研究人員預計氣候變化將與時俱進，影響到山區和低地生態系統、森林火災頻率和強度、野生動物的多樣性以及淡水的分佈。
研究顯示氣候變暖將導致動植物由低海拔棲息地遷移到更高的山地。這種轉變會侵入稀有的高山草甸和其他高海拔棲息地。高海拔動植物為適應氣候變化而向上遷移，而可用於新棲息地的空間有限。世界各地不同物種群體的分佈和豐度因此都出現急劇變化。 
氣候變化正在融化冰河並減少山上積雪的深度（參見全球自1850年以來的冰河退縮）。任何季節性融化變動都會對依賴山區淡水徑流的地區產生巨大影響。氣溫升高會導致春季積雪提早及更快融化，並改變徑流的時間和分佈。這些變化會影響自然系統和淡水的可用性。

## 海洋生態系統
氣候變化對海洋的影響包括海洋溫度升高、海洋熱浪頻率增長、海洋酸化、海平面上升、北極海冰減少、海洋分層加劇、海水含氧量降低、洋流改變（包括大西洋經向翻轉環流減弱）。全部變化皆會產生連鎖反應，擾亂海洋生態系統，而造成這些變化的主因是人為排放二氧化碳和甲烷等溫室氣體，所導致的氣候變化的後果。当海洋吸收氣候系統中大部分的額外熱量後，便会無可避免地變暖，而一旦海洋吸收了大氣中的一些額外的二氧化碳，則会導致海水的pH值因此下降。根據估計，海洋已吸收人類排放二氧化碳的約25%。
隨著氣溫上升，海洋表層變暖，海洋的溫度分層也隨之增加，:471而海洋分層之間的混合則會相對減少，這讓海洋表層的海水持續維持在溫暖狀態，同時減少寒冷的深層海水上湧而發生的循環。此種海水上下混合的減少促使海洋吸收熱量的能力降低，並將未來暖化的大部分溫度轉由大氣和陸地承受，預計生成熱帶氣旋和其他風暴的能量會隨之增加。而在上層海水中可供魚類使用的營養預計將會減少，海洋儲存碳的能力也会降低。與此同時，鹽度的對比正在擴大中：鹹度高的地區變得更高，而鹹度低地區的則變得更低。
由於受到溫暖海水的含氧量少於等量的寒冷海水情況的影響，因而造成海洋中的氧氣轉移至大氣的結果。溫暖海洋分層增加後會降低表層海水將氧氣攜帶到更深水域的能力，而更進一步地降低海水的整體含氧量。由此可見，海洋整體水柱現已失去氧氣，全球海洋中的低氧帶的範圍也正在擴大。:471

## 淡水生態系統

### 海水污染和冷水物種

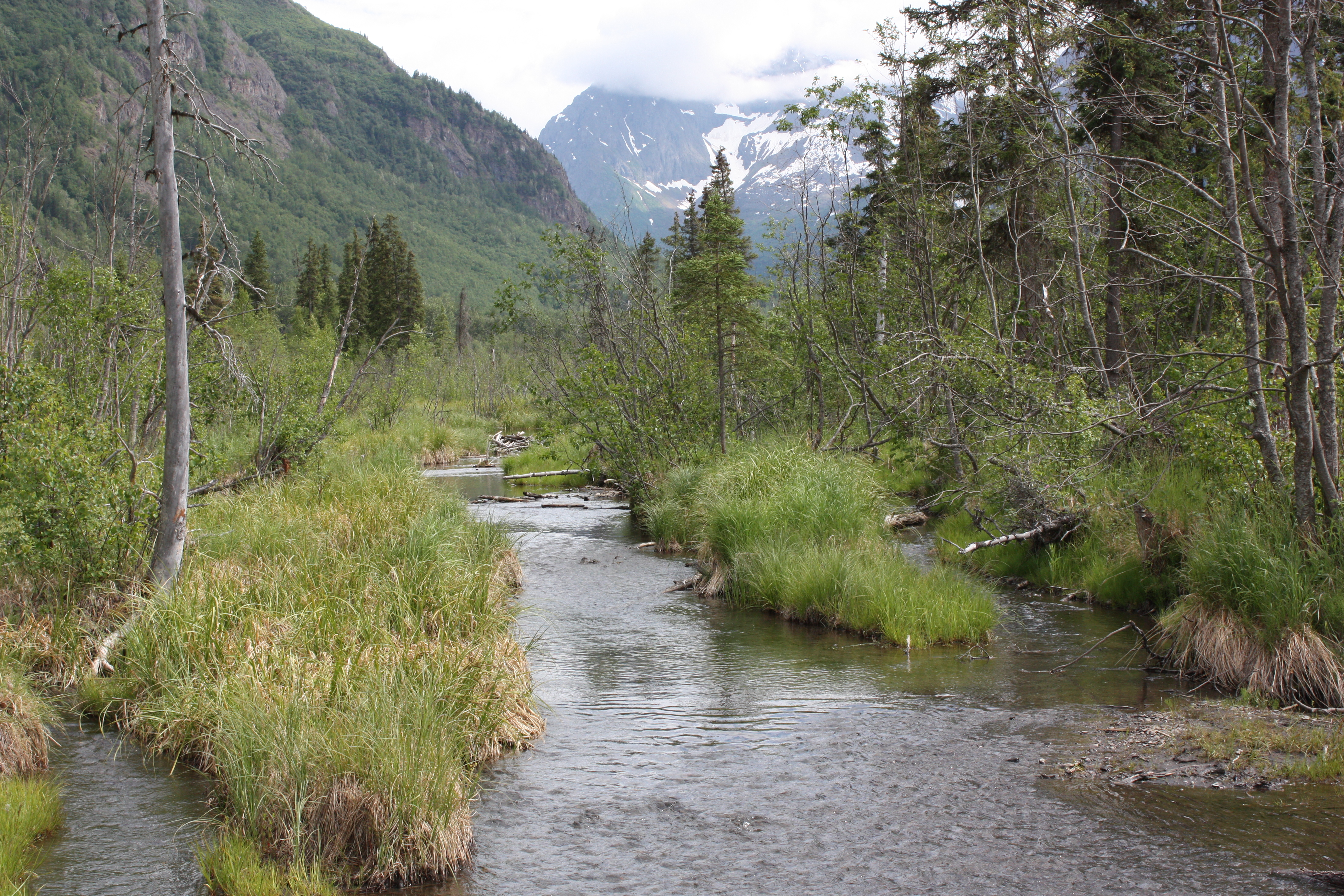
位於美國阿拉斯加州安克拉治的鷹河（40公里長）中生長有多種當地特有淡水物種。

根據大多數氣候變化模型，生活在美國大多數淡水溪流冷水中的魚類種群數量將會減少，幅度高達50%。水溫升高導致代謝需求增加，再加上食物來源減少，是導致其數量下降的主要原因。此外，許多魚類（例如鮭魚）會利用溪流的季節性水位進行繁殖，通常在水流高時產卵，並在孵化後遷移進入海洋。由於氣候變化，預計降雪量將減少，徑流也隨之減少，溪流流量因而也減少，而影響鮭魚的繁殖。
此外，海平面上升將開始淹沒沿海河流系統，將它們從淡水棲息地轉變為鹹水環境，本地物種可能會因此消失。在阿拉斯加州東南部，海平面每年上升3.96厘米，導致沉積物再沉降在各河道，並將鹹水帶入內陸。 海平面上升不僅會讓海水污染溪流，也污染溪流所連接紅鉤吻鮭等物種居住的水庫。雖然這種鮭魚可在鹹水和淡水中生存，因為產卵過程中需要淡水，受海水影響後讓它們無法在春季繁殖。 此情況會對阿拉斯加州原本豐富的鮭魚種群造成嚴重的影響。

## 物種遷徙
二氧化碳和溫度普遍上升正在改變北極生態系統中的凍原植物和其他旱生灌木的組成。例如，在西伯利亞亞北極區，物種遷移正導致另一種變暖的反照率反饋，因為會落葉的落葉松屬正被常綠針葉樹所取代，常綠針葉樹可吸收一些先前被森林冠層下方反射的太陽輻射。由於氣候變化，預測許多魚類將向南北兩極遷徙，而赤道附近的許多魚類將因全球變暖而滅絕。
極度依賴溫度和氣壓進行遷徙、覓食、生長和繁殖的動物，尤其是候鳥，有瀕臨滅絕的風險。人們已對氣候變化在鳥類的影響進行大量研究（為預測及保育）。據說最有可能有瀕危或滅絕風險的物種是不屬於受保護的種群。預測到2100年，地表溫度將上升3.5度，這可能導致600至900種鳥類物種滅絕，其中主要發生在熱帶。

## 物種適應

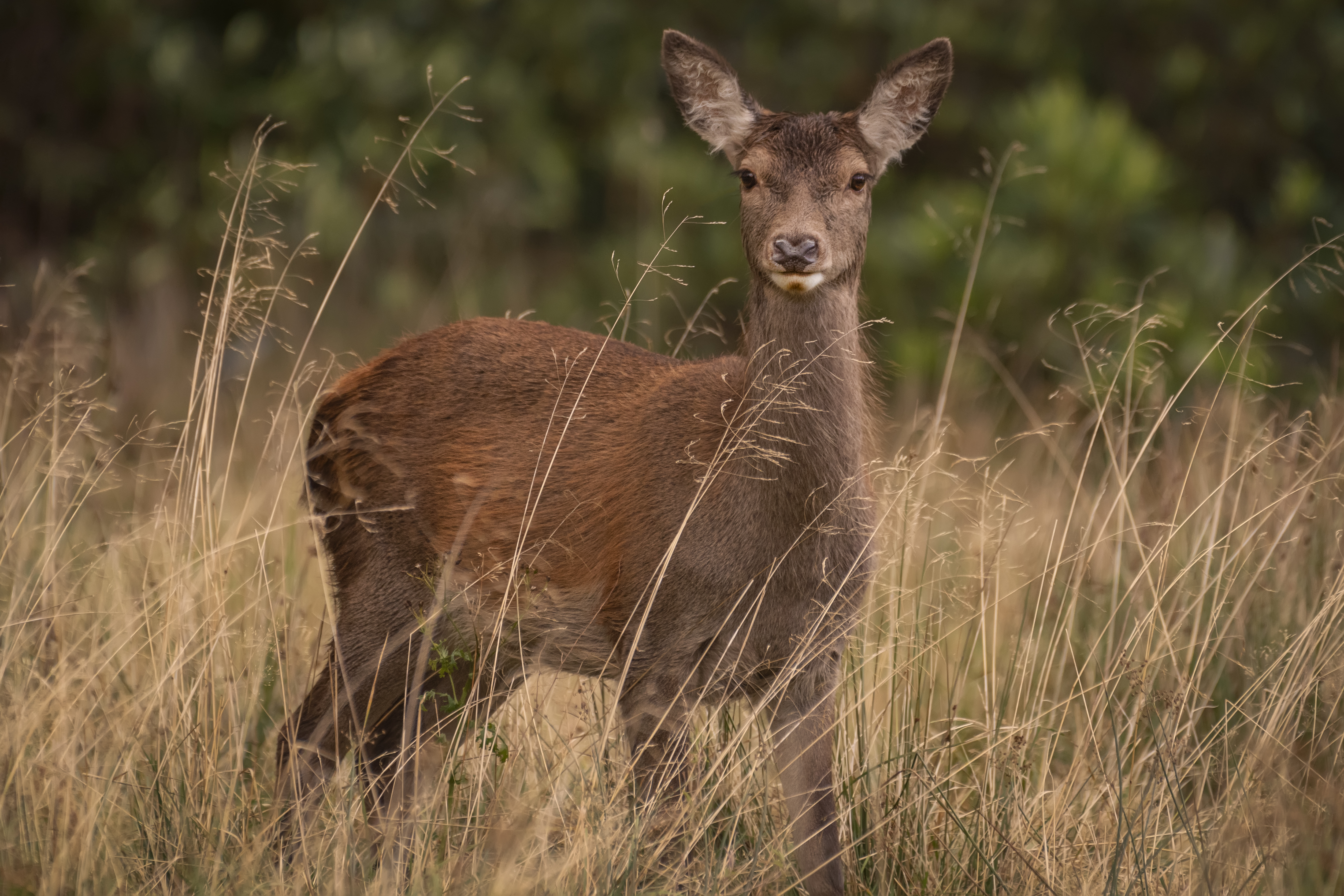
一頭位於蘇格蘭的當地紅鹿。

氣候變化影響蘇格蘭內赫布里底群島中之一 - 拉姆島上蘇格蘭紅鹿種群的基因庫。在每十年的研究中，氣溫升高導致鹿生產平均提前三天。因為帶有該基因的鹿一生中會生產更多的後代，導致早產的基因在種群中有所增加。
在芝加哥所做的一項研究顯示鳥類小腿骨的長度（身體尺寸的指標）平均縮短2.4%，翅膀延長1.3%。在亞馬遜雨林中部所做的一項研究顯示，鳥類的質量（體型指標）每十年減少2%，同期翅膀長度增加1%，這與氣溫和降水變化有關。這些研究結果顯示形態變化是氣候變化的結果，並可證明為遵循伯格曼法則進化的一例。
一項對脊椎動物研究的數據顯示，較高的溫度會降低生理和生態棲位進化的速度，並且相較於溫暖的氣候，動物較易適應寒冷的氣候。
挪威科技大學 (NTNU) 由Fredrik Jutfelt教授領導的的Jutfelt魚類生態生理學實驗室，針對進化如何導致魚類對所生活的溫度環境產生生理適應進行研究。實驗室最近進行一項大型人工選擇實驗，在《美國國家科學院院刊》（PNAS）上發表報告，顯示魚類可進化出對變暖的耐受性。但有人認為進化速度太慢，無法通過這類進化來保護魚類免受當前氣候變化的影響。

## 導致物種退化對生計的影響
依賴自然資源為生的社區，其生計取決於某些物種的豐度和可用性。大氣溫度和二氧化碳濃度升高等氣候變化條件會直接影響生物質能源、食物、纖維和其他生態系統服務的可用性。提供此類產品的物種退化會直接影響依賴這些資源人們的生計，在非洲更是如此。 降雨模式的變化會加劇這種情況，這可能會讓入侵物種佔據主導地位，尤其是那些分佈在大緯度梯度中的物種。氣候變化對某些生態系統內的植物和動物物種的影響會直接影響到依賴自然資源的人類。植物和動物物種的滅絕經常會在直接受氣候變化影響的生態系統中產生物種瀕危的循環結果。